# مانتین دیو
مانتین دیو (به انگلیسی: Mountain Dew) (به معنی شبنم کوهستان) نوشابه‌ای گازکربنیک دار و محصول شرکت شرکت پپسی کو است. فرمول اصلی آن در سال ۱۹۴۰ میلادی و توسط بارنی و الی هارتمن ابداع شد. این نوشیدنی در طعمهای مختلف تولید می‌شود.